# 塞梅阿克
塞梅阿克（法語：Séméac，法語發音：[semeak]）是法国上比利牛斯省的一个市镇，位于该省中西部偏北，属于塔布区。塞梅阿克也是塔布-卢尔德-比利牛斯城市公共社区的一部分，位于省会塔布市区以东。

## 地理
塞梅阿克（43°13'41"N, 0°6'24"E）面积6.29 平方千米，位于法国奧克西塔尼大區上比利牛斯省，该省份为法国西南部内陆省份，北至热尔省，西接大西洋比利牛斯省，南与西班牙接壤，东临上加龙省。
与塞梅阿克接壤的市镇（或旧市镇、城区）包括：欧雷扬、巴尔巴藏代巴、萨鲁耶、苏斯、塔布。

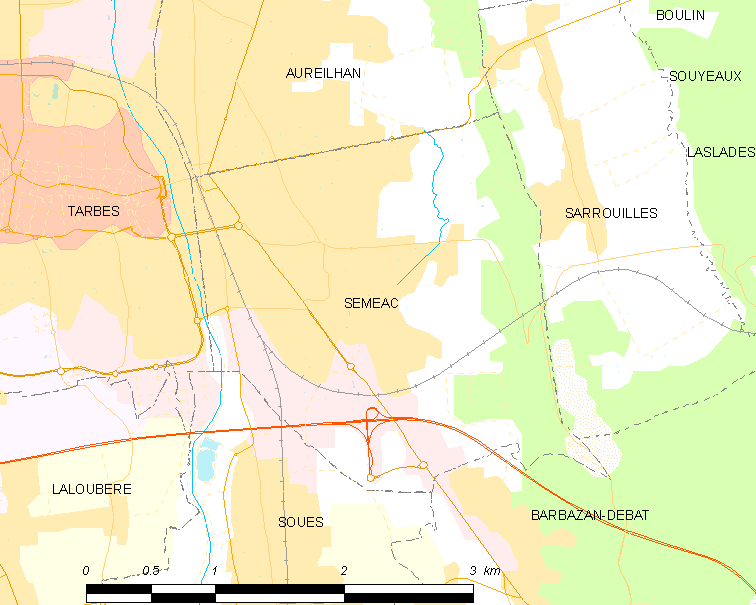
塞梅阿克的OSM定位图

塞梅阿克的时区为UTC+01:00、UTC+02:00（夏令时）。

## 行政
塞梅阿克的邮政编码为65600，INSEE市镇编码为65417。

## 政治
塞梅阿克所属的省级选区为欧雷扬县。

## 人口

1962-2008年间塞梅阿克人口变化图示

塞梅阿克于2022年1月1日时的人口数量为5202人。